# Miljonär
En miljonär är en person som har en förmögenhet (tillgångar minus skulder) på minst en miljon valutaenheter. Begreppets innebörd varierar därför kraftigt beroende på vilken valuta som avses. Den varierar också beroende på vilka tillgångar som räknas in i förmögenheten, något som är olika i olika länders officiella statistik. I länder med förmögenhetsskatt kan det finnas ett intresse att hålla nere sin skattepliktiga förmögenhet, exempelvis genom att äga konst eller antikviteter i stället för att ha motsvarande summa pengar på ett bankkonto. 
I hela världen uppskattas att det 2015 fanns 15,4 miljoner personer med en investeringsbar förmögenhet på minst en miljon amerikanska dollar. Deras sammantagna förmögenhet steg med 4,1 procent från 2014 och beräknades ligga  på 485 489 miljarder kronor. Flest dollarmiljonärer finns numera i Asien och Stillahavsområdet (5,1 miljoner personer).

## USA
Enligt TNS Financial Services hade 8,2 miljoner amerikanska hushåll en nettoförmögenhet på minst 1 miljon amerikanska dollar vid slutet av 2004.

## Sverige

### 2000-talet
Enligt Statistiska Centralbyrån, SCB, var 14 procent av Sveriges befolkning miljonärer år 2005. Fem år senare fanns enligt SCB 1 636 000 miljonärer i Sverige (baserat på nettoförmögenhet, vilket är det vanligast sättet att beräkna förmögenhet, men som underskattar förmögenheterna, då vissa typer av tillgångar inte räknas med). Detta motsvarade ungefär 18 procent av befolkningen.
Den sista officiella förmögenhetsstatistiken på individnivå i Sverige avser 2007. I samband med avskaffandet av förmögenhetsskatten, upphörde insamlandet av uppgifter för skatteberäkning och drogs anslaget till SCB för sammanställning av förmögenhetsdata på individnivå in.

### 2010-talet
Enligt Capgemini och RBC Wealth Management fanns det 2011 omkring 61 000, och 2015 103 000, dollarmiljonärer i Sverige. Som dollarmiljonär definierades personer med en investeringsbar förmögenhet som översteg 1 miljon amerikanska dollar, det vill säga 2015 8,25 miljoner svenska kronor. I denna förmögenhet ingick ej värdet av personens primära bostad eller konst- och andra värdeföremål. Mellan 2014 och 2015 ökade antalet med 10,4 procent.

### 2020-talet
År 2022 fanns det 155 000 dollarmiljonärer i Sverige, en minskning från 165 000 året innan.